# 西高井戸松庵稲荷神社
西高井戸松庵稲荷神社（にしたかいどしょうあんいなりじんじゃ）は、東京都杉並区松庵に鎮座する神社。登記上の宗教法人名称は稲荷神社（いなりじんじゃ）。

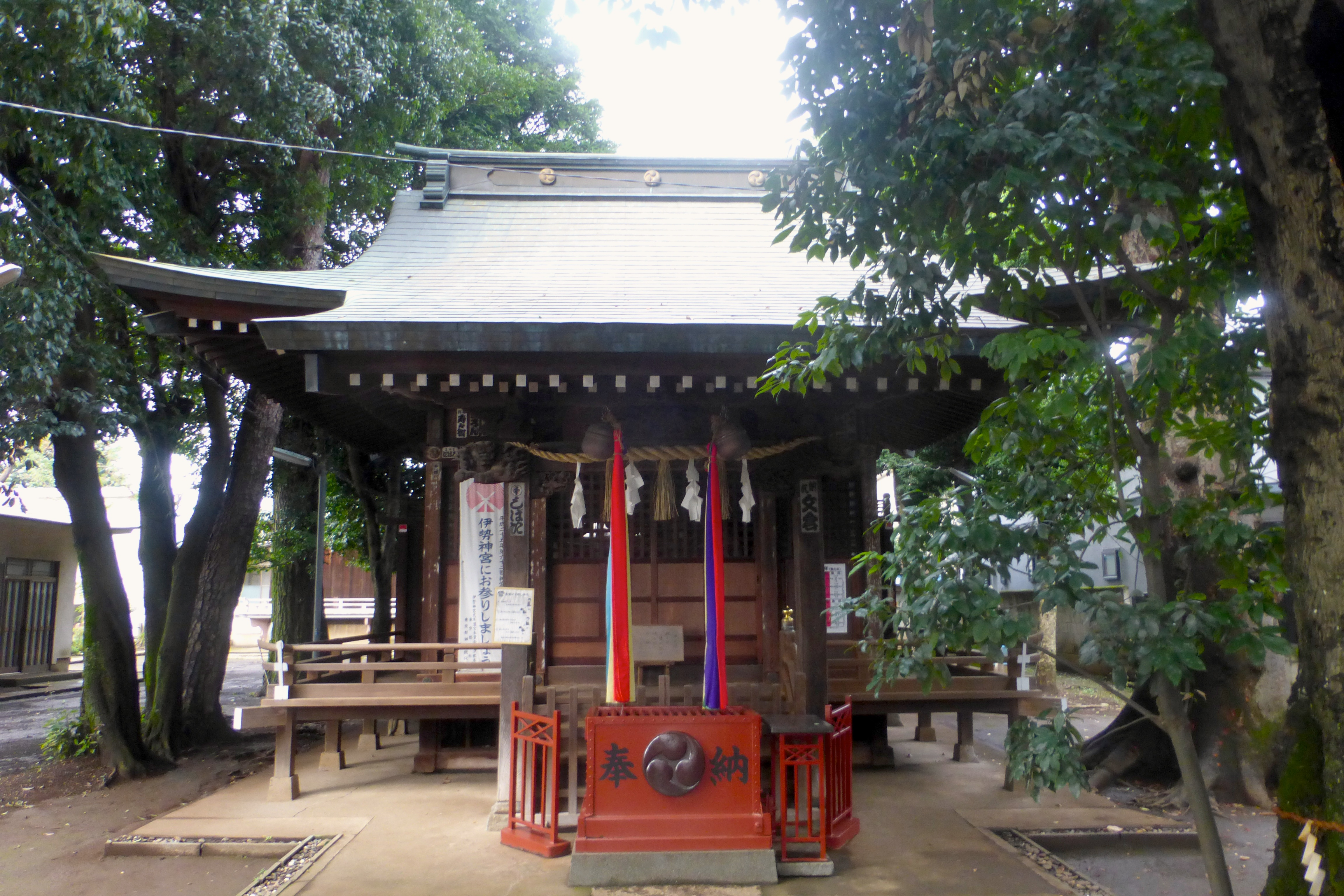
拝殿

## 祭神
受持命（うけもちのみこと）（稲荷神）を祀る。

## 歴史
西高井戸松庵稲荷神社の創建年代は不明であるが、松庵村が開村した万治年間（1658～1660）以降に当地に創建された円光寺の境内に松庵村内鎮守として創建されたと考えられており、昭和9年に旧中高井戸村鎮守の稲荷神社を合祀したといわれている。

## 由緒
当社は「新編武蔵風土記稿」多摩郡松庵村の条に稲荷祠とあり、「上屋二間二二間半内ニ小祠ヲ置社前ニ鳥居ヲ建村内ノ鎮守ニシテ例祭ハ期日ヲ定メズ」とある。松庵村は万治年間（1658～1660）に松庵という医者が開いたと伝えられているが、詳細は明らかではない。境内入口に元禄三年（1690）11月、同6年の二基の塔があり、前者に「武州野方領松庵新田」と刻まれているので、松庵村は新田にあったことがわかる。しかもこの神社は明治維新の際廃寺となった円光寺（天台宗・江戸八町堀湊町普門院末）の境内にあった。
当社は松庵村の鎮守と中高井戸村の鎮守を昭和9年5月1日に合併して以来、松庵と中高井戸（西高井戸）両地域の鎮守となった。当神社は、元は旧松庵村の鎮守で明治維新の際に廃寺になった天台宗寺院円光寺の境内に祀られていた稲荷神社であった。昭和9年（1934年）に、隣村である中高井戸村の鎮守の稲荷神社を合祀し、以後名称を「西高井戸松庵稲荷神社」と称し、翌10年には社殿を改築し、今日に至っている。
近年町名変更により西高井戸の地名が失われたので、旧西高井戸の氏子が中高井戸村稲荷神社と合祀したことが不明とならないよう配慮し、神前に社号標を建立し由来を示した。
なお、鳥居の左側に狐のミイラを祀った小さな祠がある。また、神社北側には廃寺となった円光寺の住職の墓がある。墓碑には、元禄9年（1696）、享保8年（1723）、元文3年（1738）、宝暦10年（1760）、文化4年（1807）の没年銘がみられる。また、中央にある五輪塔は、地元の人々が、歴代住職の霊を慰め、手厚く供養するために昭和40年にこの墓地を整備したてた供養塔である。

## 狐のミイラの小祠の由緒
昔、当社の西側に円光寺という寺があり、そのそばの大きな築山に狐が穴を掘って子狐を育てていた。しかし明治30年ごろ、円光寺が廃寺となり、築山を取り去ることとなった。そのため親狐は子狐と別れなければならなくなり、その悲しみのあまり前足を加えたままの姿で拝殿の床下から発見された。そこで昭和9年に西高井戸・松庵稲荷神社を合祀するにあたり、本殿を造営し、さらに昭和36年末社を建て、古来からお稲荷様のお使い姫として言い伝えられているこの狐を祀るようになったといわれている。
現在このミイラは鳥居をくぐって左手にあるほこらに安置されている。ミイラは前足を口にくわえた状態のまま真綿の上に置かれているが、その姿を見ることはできない。
また、ほこらの前には、奉納された大小さまざまな狐の置物がたくさん並べられている。

## 交通
- 中央線快速・西荻窪駅南口より徒歩約15分
- 路線バス松庵稲荷停留所前
- 拝観は無料。

## 主な行事
- 1月1日 元旦祭
- 2月上旬 初午、祈念祭
- 6月30日 大祓（おおはらい）
- 9月15日 例大祭
- 11月23日 新嘗祭（にいなめさい）
- 12月31日 大祓

## 兼務社
- 下高井戸浜田山八幡神社 - 本務社
- 上高井戸第六天神社
- 大宮前春日神社
- 久我山稲荷神社